# آشپزی مالزیایی

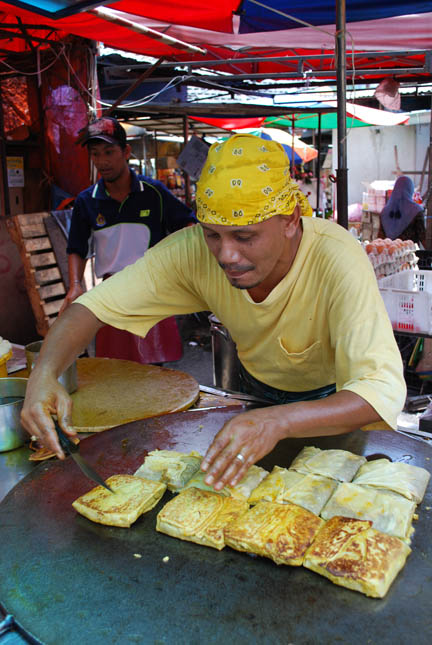
غذای خیابانی: یک آشپز در حال آماده کردن مرتباک در یک غذافروشی ماماک

آشپزی مالزیایی به سنت‌ها و شیوه‌های آشپزی گفته می‌شود که در مالزی یافت می‌شوند و منعکس‌کننده آرایش چند قومیتی در جمعیت آن است. اکثریت قریب به اتفاق جمعیت را می توان در میان سه گروه عمده قومی تقسیم کرد: مالایی‌ها، چینی مالزیایی‌ها و هندی‌های مالزی. بقیه نیز شامل بومیان مناطق و صباح و ساراواک در مالزی شرقی و اورنگ اصلی ها در مالزی شبه‌جزیره‌ای هستند. پراناکان‌ها و اوراسیایی‌ها و تعداد قابل توجهی کارگران خارجی نیز در این جامعه نقش دارند. 
در اثر تاریخی همراه با مهاجرت‌ها، استعمار خارجی و موقعیت جغرافیایی در منطقه، روش آشپزی مالزیایی در عصر حاضر شالوده‌ای است از آداب مالایی، چینی، هندی و اقوام برونئو که بر آن پرتوی قوی از آشپزی‌های تایلند، پرتغالی، هلندی، عربی و انگلیسی تابیده و و بر آن اثر گذاشته‌اند. این امر منجر به ایجاد یک سمفونی از طعم‌ها گردیده و غذاهای مالزی را بسیار پیچیده و متنوع نموده است. ادویه‌جات و چاشنی‌ها که در پخت‌وپز استفاده می‌شوند، بسیار متنوع هستند چرا که زمین حاصاخیز مالزی منبع این منابع طبیعی نقش طعم دهنده غذاها را بر عهده دارند. 
از آنجا که مالزی دارای تاریخ مشترک با سنگاپور است، غذاهای مشترکی (بدون توجه به منشا آنها) در هر دو سوی مرز وجود دارند که می‌توان به لاکسا و پلو و مرغ اشاره کرد. همچنین به دلیل نزدیکی، مهاجرت‌های تاریخی و خویشاوندی نزدیک و فرهنگی، مالزی با اندونزی پیوندهایی در آشپزی بین این دو ملت وجود دارد که غذاهای ویژه‌ای مثل ساتای، رندانگ و سمبل را در اشتراک دارند. غذاهای هندی از مناطق شمالی هند و سری‌لانکا هستند که می‌تواند با بدون آب یا خورش‌های کاری آب‌دار متمایز شوند.

## گیاهخواری در مالزی

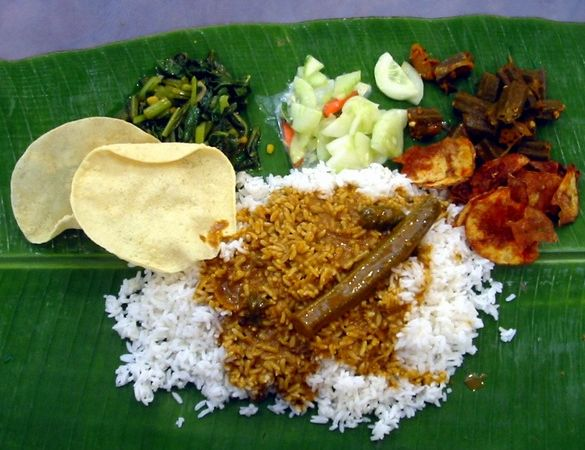
یک غذای معمولی که روی برگ درخت موز سرو شده است.

در سال ۲۰۱۲، حدود یک میلیون نفر از کل جمعیت مالزی گیاهخوار بودند، و وا مروزه غذای گیاهخواری غذاخوردن در رستوران، بسیار آسانتر ممکن شده است. اما به دلیل تأکید زیاد بر گوشت و غذاهای دریایی در غذاهای سنتی مالایی و همچنین استفاده رایج خمیر میگو و سایر محصولات غذای دریایی در بسیاری از غذاهای محلی، ممکن است پیدا کردن غذاهای گیاهی در غذاخوری مالایی دشوار باشد. 
رستوران‌هایی که در تابلو خود کلمات "sayur sayuran" کاراکتر چینی  素  یا  斎  را دارند، غذای متنوعی را برای کسانی که از گوشت دوری می‌کنند ارائه می‌دهند. تعداد زیادی از آنها در سراسر کشور، به ویژه در مناطق شهری وجود دارد. این رستوران ها فقط غذاهای گیاهی / وگان را سرو می کنند و در تهیه غذاهای آنها هیچ نوع گوشت یا محصول حیوانی مورد استفاده قرار نمی‌گیرد. حتی رستوران‌هایی که در گوشت و غذاهای دریایی تخصص دارند، در صورت درخواست غذاهای گیاهی درست می‌کنند و برخی از رستوران های دارای گوشت دارای بخش گیاهخواری در منوی خود هستند.